# هيدروكسي كينولين
الهيدروكسي كينولين (بالإنجليزية:  hydroxyquinoline)‏ عبارة عن مركب عضوي بصيغة ذرية C9H7NO. يشتق هذا المركب من الحلقة المتغايرة الكينولين quinoline باستبدال مجموعة OH على الكربون رقم 8. يستعمل هذا المركب ذو اللون الأصفر الخفيف بشكل واسع تجارياً، لكن تحت مسميات مختلفة. يحضر غالباً من حمض كينولين - 8 - سلفوريك وعبر اصطناع Skraup من 2-أمينوفينول.

## عامل خالب
يعد 8-هيدروكسي كينولين عامل خالب وحيد البروتون ثنائي الأسنان. اللجائن المتعلقة هي أسس شيف مشتقة من الساليسيل ألديهايد، مثل ساليسيل ألدوميكس والسالين. في محلول معتدل، يكون جذر الهيدروكسيل بشكل مرتبط بالبروتون (pKa=0.89) والنيتروجين غير مرتبط بالبروتون (pKa=5.13). لكن يوجد حالة محرّضة على شكل مصاوغ كهرب مذبذب zwitterion حيث ينتقل H+ من الأكسجين (معطياً أنيون أوكسجين) إلى النيتروجين (معطياً كاتيون نيتروجين بروتوني).

## التطبيقات
معقدات هذا المركب وكذلك الحلقة المتغايرة بحد ذاتها تبدي خواصاً مطهرة، معقمة ومبيدة للحشرات، حيث تعمل مثبطات للانتساخ.
يستخدم محلوله الكحولي كضمادات سائلة. كان سابقاً ذو أهمية كبيرة كعقار مضاد للسرطان.
تفاعل 8-هيدروكسي كينولون مع شارة الألمنيوم ثلاثية الكافؤ وينتج Alq3 وهو مركب شائع في الليدات الضوئية العضوية OLED's . والتغيرات في الجذور المستبدلة على حلقات الكينولون تغير من خصائص اللمعان.
تطلق جذور نبتة سنشورا ديفيوسا مركب 8-هيدروكسي كينولون وهذا يعطي تأثيراً سلبياً على النباتات التي لم تتأقلم معها.
وقد استعمل الهيدروكسي كينولون كمثبت للماء الأوكسجيني (بيروكسيد الهيدروجين) في مؤسكد وقود الصواريخ T-Stoff في الصاروخ الألماني ميسيرشميت مي 163 كوميت في الحرب العالمية الثانية.